# Thác Mơ (Mù Cang Chải)
Thác Mơ là thác ở vùng đất xã Mồ Dề huyện Mù Cang Chải tỉnh Yên Bái, Việt Nam.
Thác trải dài trên 3 km ở suối Nà Háng. Dòng suối bắt nguồn từ sườn tây nam dải núi có các đỉnh Nà Háng A và Nà Háng B cao 2574 m 21°54′55″B 104°05′57″Đ / 21,915237°B 104,099163°Đ ở vùng giáp ranh với xã Nậm Xây huyện Văn Bàn tỉnh Lào Cai. Suối chảy uốn lượn về hướng tây nam và đổ vào Nậm Kim ở vùng trung tâm thị trấn Mù Cang Chải 21°51′06″B 104°05′13″Đ / 21,851747°B 104,087072°Đ.
Thác nằm cách Quốc lộ 32 cỡ hơn 2 km, tiếp cận bằng đi bộ khoảng 30 phút. Sau đó là hành trình khám phá thác. Cùng với thắng cảnh ruộng bậc thang Mù Cang Chải, Đèo Khau Phạ,... thác Mơ là điểm du lịch sinh thái làm cho trải nghiệm thêm phần đa dạng.